# Phare de Zembretta
Le phare de Zembretta est un phare situé sur l'îlot de Zembretta, sur le golfe de Tunis, à douze kilomètres au nord-ouest du cap Bon (gouvernorat de Nabeul en Tunisie).
Les phares de Tunisie sont sous l'autorité du Service des phares et balises de la République tunisienne (SPHB).

## Description
La date de construction du phare, sur le plus haut point de l'îlot de Zembretta, n'est pas connue. C'est une tourelle carrée, avec galerie et lanterne, de huit mètres de haut. La tourelle est blanche et noire sur le haut. La lanterne est aussi noire.
Il émet, à une hauteur focale de 59 mètres au-dessus du niveau de la mer, un éclat blanc chaque période de quatre secondes, visible jusqu'à environ onze kilomètres. L'îlot n'est accessible qu'en bateau.
Les îles de Zembra et Zembretta se trouvent du côté du nord-ouest de la péninsule du cap Bon et sont déclarés comme réserve de biosphère et parc national en 1977.
Identifiant : ARLHS : TUN028 - Amirauté : E6394 - NGA : 21988.
|                         |
| Carte du golfe de Tunis |

### Lien connexe
- Liste des principaux phares de Tunisie
- Liste des phares et balises de Tunisie